# Manuel José do Conde
Manuel José do Conde (Guadalupe, 5 de abril de 1817 – Londres, 6 de junho de 1897), primeiro e único visconde do Rosário, foi um emigrante açoriano, oriundo da ilha Graciosa, que enriqueceu no Brasil. Tendo começado a vida como padeiro em Salvador (Bahia), conseguiu criar um grande empório comercial que se traduziu numa grande fortuna. Elevado a visconde do Rosário em 1875, acabou por se fixar em Lisboa, onde se ligou às melhores famílias da aristocracia portuguesa. Nunca esqueceu as suas origens, sendo um dos grandes beneméritos da ilha Graciosa, contribuindo generosamente para a Santa Casa da Misericórdia de Santa Cruz e construindo e equipando, à sua custa, uma escola no seu lugar natal da Vitória, Guadalupe, cujo professor pagava.

## Biografia
Manuel José do Conde nasceu no lugar da Vitória, freguesia do Guadalupe, ilha Graciosa, filho mais velho de Teodósio José do Conde e de sua mulher, Maria de Melo Pacheco. Os pais, um casal de pequenos agricultores, teria outros 5 filhos, vivendo uma vida de grande pobreza.
Em 1835, com 18 anos de idade, Manuel José abandonou a ilha clandestinamente, com destino ao Brasil, financiando a viagem, reza a tradição, com a venda de um jumento que possuía.
Não existindo qualquer registo de que lhe tenha sido emitido passaporte, terá saído ilegalmente da ilha e entrado clandestinamente no Brasil. Apenas se sabe que a 3 de julho de 1838 se apresentou no Consulado de Portugal na Bahia, indocumentado e em situação ilegal, solicitando um passaporte, para o que teve de apresentar abonadores que fizessem prova da sua identidade e naturalidade. Na altura declarou que era padeiro em Salvador, residindo nas Portas da Ribeira. No documento é descrito como de baixa estatura, cabelos louros e olhos claros.
Legalizada a sua situação no Brasil, subiu o vale do rio Paraguaçu, fixando-se na povoação ribeirinha de São Félix onde se empregou numa padaria, propriedade de um dos mais influentes comerciantes locais. No ano seguinte, em 1839, mudou-se para Cachoeira, na margem oposta do rio, povoado que se começava a afirmar como um ponto estratégico no comércio com o interior da região. Naquela cidade montou, aparentemente com o apoio do ex-patrão de São Félix, uma padaria na Rua de Baixo (hoje Rua 13 de Maio), iniciando, apesar de ser analfabeto, um negócio por conta própria.
Por não saber ler, precisou da assistência de uma jovem, filha (ao que parece ilegítima) do ex-patrão, de nome Eufrosina Ermelinda do Nascimento, com a qual por meados da década de 1840 passou a viver maritalmente. Era Eufrosina quem lia a escrita da empresa e mantinha a correspondência, ao mesmo tempo que foi ensinando Manuel a ler e escrever. Em 1848 tiveram o primeiro dos cinco filhos do casal, e em 1857, já a fixados em Salvador, finalmente casaram.
Eufrosina Ermelinda do Nascimento nascera a 25 de dezembro de 1828 em Santana, Salvador, registada como filha de Maria Clementina Silva Pimentel e de pai incógnito. Teria ascendência africana e portuguesa.
Entretanto, Manuel José do Conde foi expandindo os seus negócios, passando primeiro por comerciar farinhas, actividade que manteria durante toda a sua vida, mas alargando depois a sua actividade aos negócios de importação e exportação e aos couros. Em 1851 terá visitado a Europa, aparentemente numa viagem de prospecção comercial. Pela mesma altura adquiriu uma ilha no rio Paraguaçu, frente a Cachoeira, hoje denominada ilha da Mata-Onça, onde construiu armazéns.
Já com investimentos significativos em Salvador, em 1853, a família muda-se para aquela cidade, fazendo dela o centro dos seus negócios. Pouco depois, Manuel José já comerciava com Portugal e os Estados Unidos da América e tinha o seu próprio brigue, o Conde, que usava para transportar açúcar e couros para Lisboa, trazendo de volta a Salvador trigo e farinha. Fez-se também accionista de alguns bancos e seguradoras, entrando nos circuitos do grande capital.
A família fixou-se junto à igreja do Rosário, que daria depois o nome ao título do visconde, na zona que hoje é atravessada pela Avenida Sete de Setembro, adquirindo progressivamente múltiplos prédios na vizinhança e alguns armazéns com um molhe anexo (os trapiches) que usava na sua actividade comercial.
Subindo na escala social, a 8 de janeiro de 1864 foi admitido como irmão da Santa Casa da Misericórdia de Salvador, pagando 100$000 réis, e a 6 de setembro de 1866 foi feito comendador da Ordem da Rosa.
Por esta altura reorganizou os seus negócios, fundando a empresa Conde & C.ª, que em 1875 passou a designar-se por Conde, Filho e C.ª, tendo como sócios o filho, Manuel José Conde Jr., que passou a gerir a empresa, e o genro.
Em 1874 esteve em Ponta Delgada com o seu navio, tendo aí encontrado alguns dos seus parentes graciosenses. Verificando que na Graciosa a miséria grassava, providenciou para que os seus sobrinhos se lhe juntassem no Brasil, o que aconteceu com uma única excepção. Um dos sobrinhos viria a casar com uma das suas filhas.
Nos anos de 1875 e 1876 permaneceu por largos períodos em Lisboa, onde mantinha relações comerciais com diversos empresários. Durante esta sua permanência deu-se a conhecer nos círculos ligados à política. Depois de ter feito uma vultosa doação ao Asilo D. Maria Pia, para adaptação do antigo Convento de Xabregas, por decreto de 16 de dezembro de 1875, do rei D. Luís I de Portugal, foi feito visconde do Rosário.
Também em 1875 Manuel José resolveu fundar no seu lugar de nascimento, a Vitória, uma escola primária destinada ao sexo masculino. A escola foi inaugurada, numa casa para tal adquirida e equipada por ele, a 1 de maio de 1876. O professor era também suportado pelo instituidor. Como o número de inscritos crescesse mais do que previsto, passava já de 70 alunos no ano de 1877, contratou um ajudante para o professor e decidiu construir um edifício escolar de raiz. A nova escola foi construída em 1878, num terreno adquirido pelo visconde, com duas salas de aula e moderno equipamento escolar. O edifício, legado pelo visconde à Câmara Municipal, mantém-se quase inalterado, ostentando sobre a porta o brasão do instituidor, em lioz. Depois de funcionar algumas décadas com professor pago pelo visconde e seus herdeiros, a escola foi integrada na rede pública, com a denominação de Escola Visconde do Rosário, por portaria de 19 de dezembro de 1900.
A partir daí passa a figurar bastas vezes nas colunas sociais lisboetas, particularmente a partir de 1879, ano em que fixa residência em Lisboa. A partir desse ano esteve acompanhado por uma das filhas e depois por sua mulher e outra das filhas e genro. A instalação definitiva dá-se em 1881, quando adquire o palácio que fora dos condes de Aveiras, no Largo de São Cristóvão, em Lisboa, no qual passa a viver com a mulher e uma filha. A outra, Maria Clementina Conde, casada com Manuel dos Santos Neves, sócio da empresa dos Conde, também se fixou em Lisboa, mas noutra residência.
Em Lisboa, Manuel José Conde passou a frequentar os círculos sociais das famílias mais abastadas e integrou os órgãos sociais de algumas empresas. Contudo, aquela foi essencialmente uma fase de reforma, mais voltada para a vida social do que para o comércio, já que empresa familiar, embora com constantes conselhos paternos, patentes na volumosa correspondência que sobreviveu, era agora gerida em Salvador pelo filho Manuel José Conde Jr.
Em 1881 faleceu Manuel dos Santo Neves, o marido da filha Maria Clementina, passando esta a viver com os pais. Porém, esta casou pouco depois (1882) com António Teixeira de Morais, de Redondelo, Chaves, mas que fizera também fortuna em Salvador. O casal ficou a viver com a família no palácio de São Cristóvão, embora tivessem adquirido o Solar das casas Novas, em Redondelo, onde passavam largos períodos.
A 28 de janeiro de 1889 faleceu a viscondessa do Rosário, Eufrosina Ermelinda do Nascimento. Marcando bem o grau de ascensão social da família, o funeral foi concorridíssimo: o préstito fúnebre, composto por mais de 100 trens, saiu da Igreja de São Cristóvão, onde se celebrou um Libera me a grande instrumental. A falecida foi colocada num jazigo no Cemitério de São João. O falecimento foi notícia em toda a imprensa lisboeta.
A partir daí, a vida de Manuel José passou a ser dominada pela filha Maria Clementina, que tinha uma paixão pela vida social, sendo frequente notícia da imprensa lisboeta. Maria Clementina enviuvou outra vez a 6 de junho de 1887, apenas para voltar a casar a 15 de julho de 1889, com José Osório Saraiva, delegado do procurador régio em Monsaraz.
Padecendo da bexiga e canais biliares, Manuel José ainda celebrou em estilo o seu 80.º aniversário, com festa e baile no seu palácio, de que a imprensa deu amplo eco. Depois, decidiu partir com o filho para Paris à procura de alívio para os seu males. Saindo de Lisboa a 11 de maio de 1897, pouco tempo se demorou em França, pois a 18 de maio seguiu para Londres. Em Londres não teve melhor sorte, já que os seus padecimentos se agravaram e faleceu a 6 de junho.
Foi trasladado para Lisboa, onde o corpo chegou a 14 de junho, a bordo de um vapor vindo de Southampton. O préstito foi trazido para terra numa fragata rebocada por um vapor fretado, havendo três vapores para transporte da família e amigos do finado. O enterro foi grandioso, tendo direito a notícia de primeira página na imprensa de Lisboa, que se lhe referia como o ilustre e venerando titular falecido.
O palácio continuou alguns anos ainda na posse de Maria Clementina, referida agora como a viscondessa do Rosário, até que o casal, por volta de 1913, o vendeu, instalando-se noutra zona de Lisboa.

## Títulos e honrarias
Manuel José do Conde foi feito visconde do Rosário por decreto de 16 de dezembro de 1875, do rei D. Luís I de Portugal.
Após a implementação da República e o fim do sistema nobiliárquico, tornou-se pretendente ao título Maria Clementina do Conde.